# حمض الكبريتوز
حمض الكبريتوز هو حمض أكسجيني لعنصر الكبريت صيغته H2SO3. يكون الكبريت في هذا الحمض في حالة أكسدة مقدارها +4، وهو لا بوجد إلا في المحاليل وهو غير مستقر؛ كما تم الكشف عنه في الطور الغازي. تسمى أملاح هذا الحمض كبريتيت (أو سلفيت)، وهي مركبات مستقرة معروفة.

## التحضير
يحضر الحمض من انحلال غاز ثنائي أكسيد الكبريت في الماء:
{\displaystyle \mathrm {SO_{2}(aq)+H_{2}O(l)\ \rightleftharpoons \ H_{2}SO_{3}(aq)} }
إلا أن التوازن الكيميائي يميل إلى جهة المتفاعلات (اليسار)، مما يعكس عدم ثباتية هذا الحمض.
يمكن لحمض الكبريتوز أن يوجد مركباً وسطياً أثناء تشكل المطر الحمضي من ثنائي أكسيد الكبريت.

## الخواص
يكون حمض الكبريتوز في المحلول في حالة توازن مع أيون البيكبريتيت -HSO3:
{\displaystyle \mathrm {H_{2}SO_{3}+H_{2}O\ \rightleftharpoons \ HSO_{3}^{-}+H_{3}O^{+}} }
وهو ما أكدته تقنية مطيافية رامان.

## الاستخدامات
تستخدم محاليل حمض الكبريتوز من ضمن المختزلات في المختبرات الكيميائية، حيث تتأكسد البيكبريتيت والكبريتيت إلى كبريتات باستقبال ذرة أكسجين.